# Ján Popluhár
Ján Popluhár (12. září 1935 Čeklís – 6. března 2011 Bratislava) byl československý fotbalový reprezentant a slovenský fotbalový obránce a trenér. Figuruje na seznamu UEFA Jubilee 52 Golden Players.

## Stručný životopis
Studoval na gymnáziu v Senci a potom pracoval na Střední zemědělské škole v Bernolákovu. Svoji fotbalovou kariéru začal ve svém rodišti.
- V době prezenční vojenské služby hrál za TJ Rudá hvězda Brno (1956–1958)
- Dlouho hrál za ŠK Slovan Bratislava (1954–1955, 1958–1968)
- potom za Olympique Lyon (1968–1970)
- FC Zbrojovka Brno (1970–1972)
- za Slovan Vídeň (také jako trenér) (1972–1979)

V Slovanu Bratislava dostal přezdívku Bimbo. V československé 1. lize dal v 306 zápasech 23 gólů. Se Slovanem Bratislava třikrát zvítězil v Československém poháru. Účastník Mistrovství světa 1958, držitel stříbrné medaile z Mistrovství světa 1962. Československo reprezentoval dvaašedesátkrát a dal 1 gól. Jednou byl vybrán do mužstva světa, dvakrát do mužstva Evropy. Zvolen nejlepším fotbalistou Československa v roce 1965 hned v prvním ročníku této volby. V roce 2002 obdržel od prezidenta Slovenské republiky Řád Ľudovíta Štúra I. třídy. Byl prohlášen nejlepším slovenským fotbalistou 20. století. V roce 1967 také obdržel Světovou cenu za fair play (World Fair Play Award), a to konkrétně za zastavení hry na Mistrovství světa 1962 po zranění Pelého.

## Ligová bilance
| Ročník                                   | Zápasy | Góly | Klub                       |
| ---------------------------------------- | ------ | ---- | -------------------------- |
| 1. československá fotbalová liga 1957/58 | 22     | 0    | TJ Rudá hvězda Brno        |
| 1. československá fotbalová liga 1957/58 | 9      | 0    | Slovan Bratislava          |
| 1. československá fotbalová liga 1958/59 | 25     | 5    | Slovan Bratislava          |
| 1. československá fotbalová liga 1959/60 | 24     | 1    | Slovan Bratislava          |
| 1. československá fotbalová liga 1960/61 | 23     | 10   | Slovan Bratislava          |
| 1. československá fotbalová liga 1961/62 | 25     | 1    | TJ Slovan CHZJD Bratislava |
| 1. československá fotbalová liga 1962/63 | 24     | 0    | TJ Slovan CHZJD Bratislava |
| 1. československá fotbalová liga 1963/64 | 25     | 3    | TJ Slovan CHZJD Bratislava |
| 1. československá fotbalová liga 1965/66 | -      | 0    | TJ Slovan CHZJD Bratislava |
| 1. československá fotbalová liga 1966/67 | -      | 0    | TJ Slovan CHZJD Bratislava |
| 1. československá fotbalová liga 1967/68 | 22     | 1    | TJ Slovan CHZJD Bratislava |
| 1. československá fotbalová liga 1968/69 | 9      | 0    | TJ Slovan CHZJD Bratislava |
| Ligue 1 1968/69                          | 19     | 0    | Olympique Lyon             |
| Ligue 1 1969/70                          | 27     | 1    | Olympique Lyon             |
| 1. československá fotbalová liga 1971/72 | 27     | 2    | Zbrojovka Brno             |
| CELKEM 1. LIGA ČSR / ČSSR                | 311    | 23   |                            |
| CELKEM 1. LIGA Francie                   | 46     | 1    |                            |